# Ромодановский, Семён Юрьевич
Семён Юрьевич Ромодановский — князь, воевода во времена правления Ивана IV Васильевича Грозного.
Из княжеского рода Ромодановские. Старший сын князя Юрия Васильевича Ромодановского, упомянутого в 1495 году в государевом новгородском походе сыном боярским. Имел бездетных братьев, воевод и князей: Ивана по прозванию «Турубодан» и Михаила по прозванию «Нарок».

## Биография
В марте 1545 года в Казанском походе «луговою стороной» воевода третьего Большого полка.
В апреле 1549 года третий воевода двенадцатого полка войск правой руки в шведском походе.
В сентябре 1551 года первый воевода шестнадцатого полка войск левой руки в полоцком походе.
По родословной росписи показан бездетным.